# Provinciile Spaniei

Regiunile Spaniei

Pe lângă cele șaptesprezece comunități autonome, Spania este divizată în cincizeci de provincii.

## Prezentare generală
De la apariția sistemului comunitățiilor autonome, provinciile au pierdut mult din puterea de altă dată. Ele mai sunt folosite ca și districte electorale, în adresele poștale, sau ca și referiri geografice. (Un oraș mic va fi identificat mai degrabă ca și aparținând provinciei Valladolid decât aparținând comunității autonome Castilia-Leon, de exemplu.)
Majoritatea provinciilor sunt denumite după orașul lor principal. Există doar două orașe care sunt capitale de comunități autonome și nu sunt capitale de provincie: Mérida în Extremadura și Santiago de Compostela în Galicia.
Șapte autonomii sunt compuse dintr-o singură provincie: Asturias, Insulele Baleare, Cantabria, La Rioja, Madrid, Murcia și Navarra.

## Lista provinciilor
| Număr curent | Nume                   | Capitală                   | Comunitate autonomă | Localități |
| ------------ | ---------------------- | -------------------------- | ------------------- | ---------- |
| 01.          | Álava/Araba            | Vitoria/Gasteiz            | Țara Bascilor       | Listă      |
| 02.          | Albacete               | Albacete                   | Castilia-La Mancha  | Listă      |
| 03.          | Alicante/Alacant       | Alicante/Alacant           | Valencia            | Listă      |
| 04.          | Almería                | Almería                    | Andaluzia           | Listă      |
| 05.          | Asturias               | Oviedo                     | Asturias            | Listă      |
| 06.          | Ávila                  | Ávila                      | Castilia-Leon       | Listă      |
| 07.          | Badajoz                | Badajoz                    | Extremadura         | Listă      |
| 08.          | Insulele Baleare       | Palma de Mallorca          | Insulele Baleare    | Listă      |
| 09.          | Barcelona              | Barcelona                  | Catalonia           | Listă      |
| 10.          | Burgos                 | Burgos                     | Castilia-Leon       | Listă      |
| 11.          | Cáceres                | Cáceres                    | Extremadura         | Listă      |
| 12.          | Cádiz                  | Cádiz                      | Andaluzia           | Listă      |
| 13.          | Cantabria              | Santander                  | Cantabria           | Listă      |
| 14.          | Castellón/Castelló     | Castellón de la Plana      | Valencia            | Listă      |
| 15.          | Ciudad Real            | Ciudad Real                | Castilia-La Mancha  | Listă      |
| 16.          | Córdoba                | Córdoba                    | Andaluzia           | Listă      |
| 17.          | La Coruña/A Coruña     | La Coruña                  | Galicia             | Listă      |
| 18.          | Cuenca                 | Cuenca                     | Castilia-La Mancha  | Listă      |
| 19.          | Girona                 | Girona                     | Catalonia           | Listă      |
| 20.          | Granada                | Granada                    | Andaluzia           | Listă      |
| 21.          | Guadalajara            | Guadalajara                | Castilia-La Mancha  | Listă      |
| 22.          | Guipúzcoa/Gipuzkoa     | San Sebastian              | Țara Bascilor       | Listă      |
| 23.          | Huelva                 | Huelva                     | Andaluzia           | Listă      |
| 24.          | Huesca                 | Huesca                     | Aragon              | Listă      |
| 25.          | Jaén                   | Jaén                       | Andaluzia           | Listă      |
| 26.          | La Rioja               | Logroño                    | La Rioja            | Listă      |
| 27.          | León                   | León                       | Castilia-Leon       | Listă      |
| 28.          | Lleida                 | Lleida                     | Catalonia           | Listă      |
| 29.          | Lugo                   | Lugo                       | Galicia             | Listă      |
| 30.          | Madrid                 | Madrid                     | Madrid              | Listă      |
| 31.          | Málaga                 | Málaga                     | Andaluzia           | Listă      |
| 32.          | Murcia                 | Murcia                     | Murcia              | Listă      |
| 33.          | Navarra/Nafarroa       | Pamplona                   | Navarra             | Listă      |
| 34.          | Orense/Ourense         | Ourense                    | Galicia             | Listă      |
| 35.          | Palencia               | Palencia                   | Castilia-Leon       | Listă      |
| 36.          | Las Palmas             | Las Palmas de Gran Canaria | Insulele Canare     | Listă      |
| 37.          | Pontevedra             | Pontevedra                 | Galicia             | Listă      |
| 38.          | Salamanca              | Salamanca                  | Castilia-Leon       | Listă      |
| 39.          | Santa Cruz de Tenerife | Santa Cruz de Tenerife     | Insulele Canare     | Listă      |
| 40.          | Segovia                | Segovia                    | Castilia-Leon       | Listă      |
| 41.          | Sevilia                | Sevilia                    | Andaluzia           | Listă      |
| 42.          | Soria                  | Soria                      | Castilia-Leon       | Listă      |
| 43.          | Tarragona              | Tarragona                  | Catalonia           | Listă      |
| 44.          | Teruel                 | Teruel                     | Aragon              | Listă      |
| 45.          | Toledo                 | Toledo                     | Castilia-La Mancha  | Listă      |
| 46.          | Valencia/Valéncia      | Valencia/València          | Valencia            | Listă      |
| 47.          | Valladolid             | Valladolid                 | Castilia-Leon       | Listă      |
| 48.          | Vizcaya/Bizkaia        | Bilbao                     | Țara Bascilor       | Listă      |
| 49.          | Zamora                 | Zamora                     | Castilia-Leon       | Listă      |
| 50.          | Zaragoza               | Zaragoza                   | Aragon              | Listă      |